# Poul Egede
Poul Egede o Paul Hansen Egede nació el 9 de septiembre de 1708 en Kabelvaag, Noruega y murió el 6 de junio de 1789 en Copenhague, Dinamarca, hijo del misionero luterano noruego Hans Egede el llamado Apóstol de Groenlandia y Gertrud Rask, fue también misionero en Groenlandia. 
Completó la traducción iniciada por su padre del Nuevo Testamento en 1766. Publicó un diccionario de traducción del inuktitut al danés y al latín (1750), una gramática (1760) y un catecismo (1756) en idioma inuktitut. Escribió una serie de libros sobre las lenguas esquimo-aleutianas habladas por los nativos de Groenlandia. Egede fallece en Copenhague en 1789, considerado un experto muy respetado sobre Groenlandia y su pueblo.